# Wilhelm Camphausen

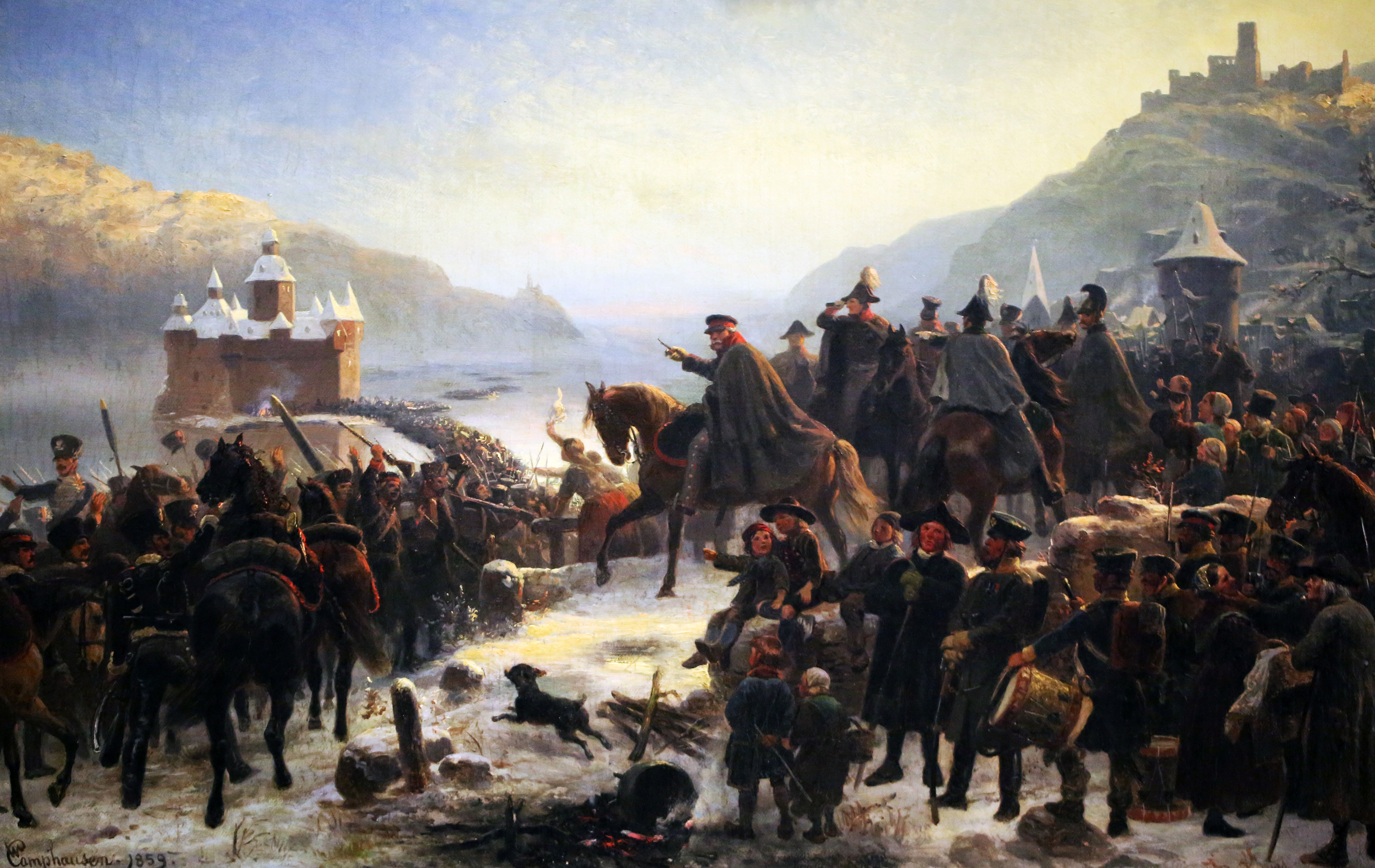
Blüchers Rheinübergang bei Kaub, av Camphausen.

Wilhelm Camphausen, född den 8 februari 1818 i Düsseldorf, död där den 18 juni 1885, var en tysk bataljmålare. 
Camphausen fick sin utbildning vid akademin i Düsseldorf. Han målade med förkärlek bataljmålningar, till en början oftast med historisksa motiv som scener från trettioåriga kriget (Tilly på flykt vid Breitenfeld, Gustaf Adolfs tacksägelse efter slaget vid Breitenfeld med flera), från Cromwells tid (Cromwellska ryttare betraktar den annalkande fienden, Karl II på flykt från slaget vid Worcester med flera) samt ur Fredrik II:s historia (Fredrik II och dragonregementet Baireuth vid Hohenfriedberg, Fredrik vid Schwerins lik, Parad vid Potsdam). 
Vidare målade han ryttarporträtt av Seydlitz och Zieten, av fältmarskalk Keith, Schwerin och "Gamle Dessauern". Från dansk-tyska kriget 1864 målade han Övergången till Als, Stormningen av Dybbölskansen n:r 2 och Dybböl efter stormningen; från kriget med Österrike 1866 10:e dragonregementet erövrar ett standar, Kung Wilhelm vid Königgrätz. Camphausen deltog personligen såsom åskådare i bägge. Även fransk-tyska kriget 1870-1871 bjöd på motiv till tavlor, ehuru ingen lyckades gå upp i värde mot de äldre; mycket omtyckta blev de moderna ryttarbilderna, Kejsar Wilhelm med Roon, Bismarck och Moltke (1872, museum i Köln) samt även Kung Fredrik Vilhelm I med Leopold av Dessau i bakgrunden. Slutligen kom 1878 en mindre lyckad skildring av Slaget vid Fehrbellin. 
Camphausen blev representerad i flera tyska museer samt i tyghuset i Berlin. Han var också porträttmålare och tecknade en mängd humoristiska illustrationer. Sin dagbok från danska kriget utgav han 1865 under titeln Der maler auf dem kriegsfeld.